# Дом-музей Лейтона
Дом-музей Лейтона, также Лейтон-хаус (англ. Leighton House Museum) — мемориальный художественный музей в Лондоне (боро Кенсингтон и Челси, район Холланд-парк). Бывший дом-студия английского художника Фредерика Лейтона, 1-го барона Лейтона (1830—1896), построенный на заказ между 1866 и 1895 годами по проекту Джорджа Эйтчинсона.
Главные достопримечательности музея — интерьеры, оформленные в ориентальном стиле, в том числе великолепный Арабский зал (каа), и собрание живописи, включающее картины художников-прерафаэлитов и работы самого Лейтона.

## История
Фредерик Лейтон много лет мечтал построить для себя отдельный дом-студию и превратить её в идеальный «дворец искусства». В 1864 году он приступил к осуществлению этого замысла, поручив работу над проектом своему давнему другу — профессору архитектуры Джорджу Эйтчинсону (1825—1810), члену Королевской академии и президенту Королевского института британских архитекторов.

### Дом

#### Первый этап (1865)
В 1864 году Лейтон арендовал участок земли на Холланд-парк-роуд и на следующий год распорядился о начале строительных работ. Строительство по проекту Эйтчинсона продолжалось в отсутствие Лейтона, пока тот путешествовал по Испании и Италии; стоимость работ составила 4500 фунтов стерлингов. К концу 1865 года художник вернулся в Лондон и въехал в новый дом — двухэтажный, из красного саффолкского кирпича и с облицовкой из серого кайенского камня. Дому был присвоен № 2 по Холланд-парк-роуд (ныне № 12). Южный фасад, обращённый к улице, был выполнен в сдержанном классическом стиле, по образцу фасадов итальянских палаццо. Главной деталью северного фасада, обращённого на сад, стало большое окно студии на втором этаже. Внутренняя планировка также отличалась простотой: на первом этаже располагались столовая, гостиная, салон для завтрака и прихожая, на втором — большая художественная студия и скромная спальня. В полное владение Лейтона участок с домом перешёл в 1866 году.

#### Второй этап: расширение студии (1869—1870)
На этом этапе основным помещением дома оставалась студия с большим центральным окном, выходившим на север и обеспечивавшим хорошее естественное освещение. Через три года после переезда в новый дом Лейтон внёс в его планировку ряд изменений и дополнений. Чтобы расширить студию, восточную стену снесли и перестроили заново; ширина дома при этом увеличилась примерно на 5 метров. Кроме того, дом был оборудован кладовкой для холстов, в которую можно было спуститься через люк в полу студии, и дополнительным чёрным ходом для моделей, ведшим с улицы непосредственно в студию. При жизни Лейтона студия служила не только для работы: здесь художник принимал гостей и устраивал музыкальные концерты. 

#### Третий этап: Арабский зал (1877—1881)
В 1867 году Лейтон побывал в Турции, в 1867-м — в Египте, а в 1873-м посетил Сирию. В этих путешествиях он собирал ткани, ковры, керамику и прочие произведения декоративно-прикладного искусства, впоследствии выставленные в комнатах дома. Поездка в Дамаск в 1873 году положила начало великолепному собранию изразцов, впоследствии украсивших стены Арабского зала. Предметы для коллекций привозили Лейтону и другие путешественники, в том числе знаменитый Ричард Бёртон.
К строительству двухэтажного Арабского зала Лейтон приступил в 1877 году. Это был грандиозный и дорогостоящий проект, главным источником вдохновения для которого послужил интерьер нормандского дворца Дзиса в Палермо (Сицилия, XII век). Для оформления зала Лейтон и Эйтчинсон собрали группу специалистов, в которую входили керамист Уильям де Морган, художник и архитектор-декоратор Уолтер Крейн, скульптор Джозеф Бём и художник-иллюстратор Рэндольф Колдекотт.
В декоре были использованы дамасские изразцы XVII века из коллекции Лейтона, сочетающиеся с деревянными оконными решётками того же происхождения и того же периода. Также в оформлении присутствуют крупные турецкие изразцы XVI века, а обшитая деревом ниша в западной стене украшена изразцами XIV столетия.
Со старинными ближневосточными элементами декора соседствуют викторианские: капители малых колонн сработаны Бёмом по проектам Эйтчинсона, а резные (в форме птиц) позолоченные капители больших колонн — Колдекоттом. Мраморная отделка работы Джорджа П. Уайта (George P. White) была создана в Лондоне, как и все мозаики, кроме золотого мозаичного фриза, изготовленного Крейном в Венеции и по частям доставленного в Лондон морем. Коридор, ведущий в зал, облицован изразцами работы де Моргана. Куполообразный потолок украшен изысканной росписью, а в центре зала располагается фонтан.
По завершении работ в 1881 году Арабский зал занял главенствующее место в интерьере Лейтон-хауса и стал самым известным из его помещений. Экстерьер здания дополнился куполом в турецком стиле, венчающим Арабский зал.

#### Четвертый этап: зимняя студия (1889—1890)
Ежегодная выставка в Королевской академии художеств проводилась в конце марта или начале апреля, и многие лондонские художники, готовившие работы к этому событию, сталкивались с трудностями из-за частых зимних туманов и смога. Лейтон решил проблему естественного освещения, пристроив к основной студии с восточной стороны большую зимнюю студию со стеклянной крышей и двумя остеклёнными стенами.

#### Заключительный этап: Шёлковая комната (1894—1895)
Последним дополнением к дому стала Шёлковая комната, переоборудованная из террасы на крыше всего за несколько месяцев до смерти Лейтона, скончавшегося в 1896 году. Эта комната с верхней подсветкой и стенами, обитыми зелёным шёлком, была задумана как картинная галерея, в которой разместились работы самого Лейтона и многих ведущих художников того времени, таких как Альберт Мур Джон Эверетт Милле, Джордж Фредерик Уоттс, Джон Сингер Сарджент и Лоуренс Альма-Тадема.

Таким образом, в окончательной форме дом объединил в себе жилые помещения с мастерской и выставочным залом. Уже после смерти художника, 26 января 1899 года, его сёстры отправили в газету «Таймс» письмо, в котором, среди прочего, утверждали:
Этот дом он [Лейтон] построил ради собственного удовольствия, какое может доставлять художнику произведение искусства. Он пёкся всей душой о каждом камне, лёгшем в эти стены, и радовался своему дому до последнего вздоха.

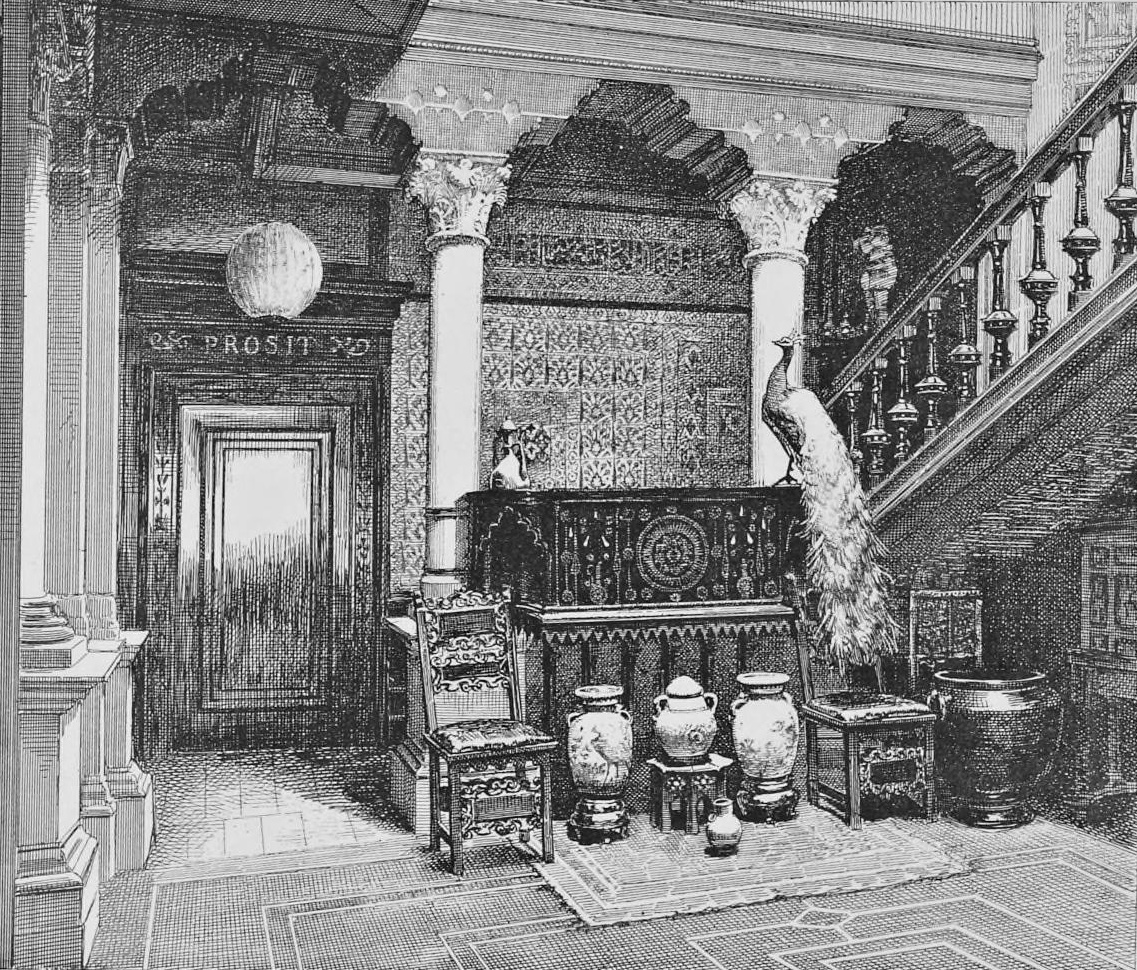
Прихожая дома-студии Лейтона («Иллюстрейтед Лондон Ньюз», 1882)
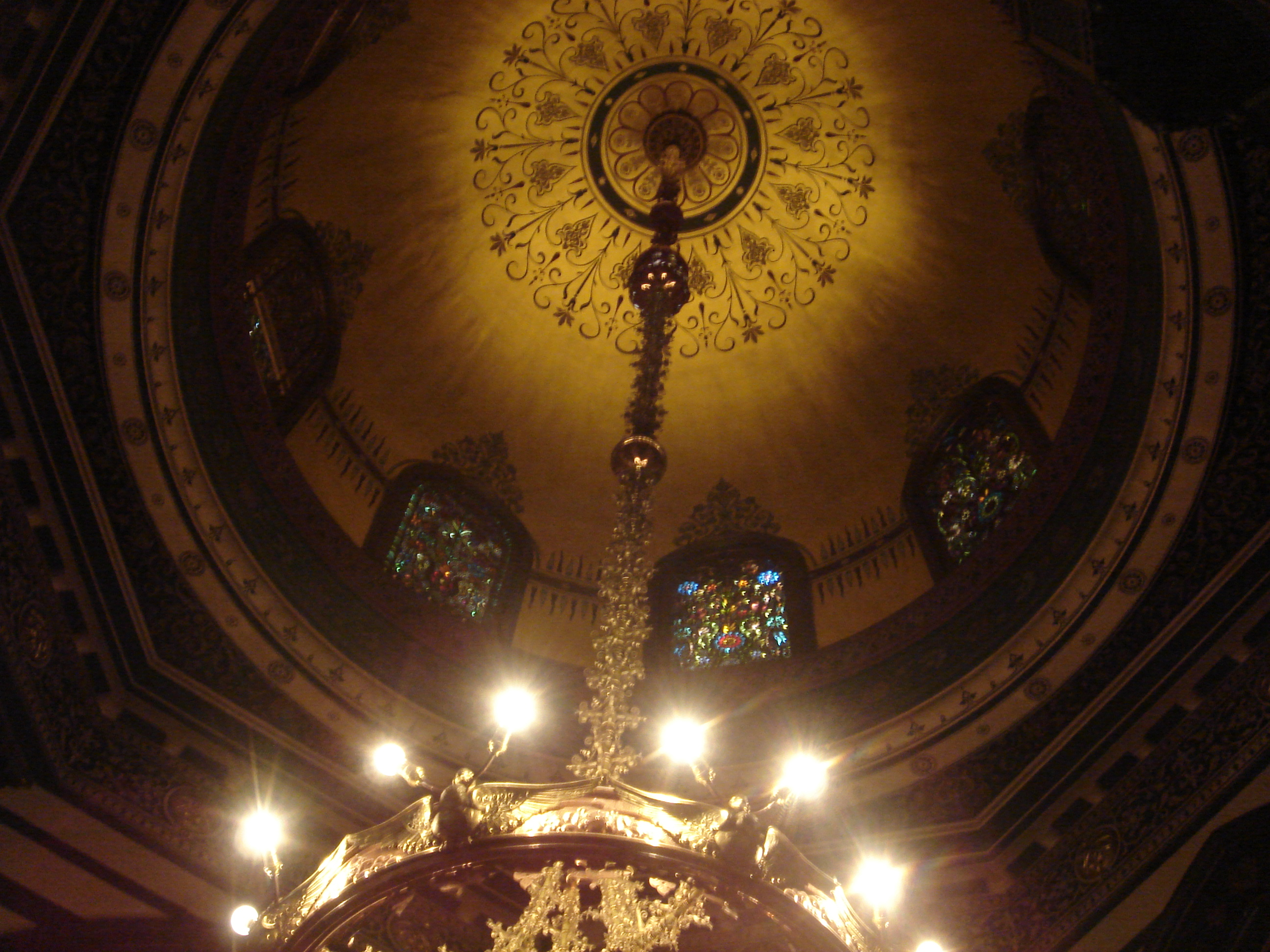
Потолок Арабского зала
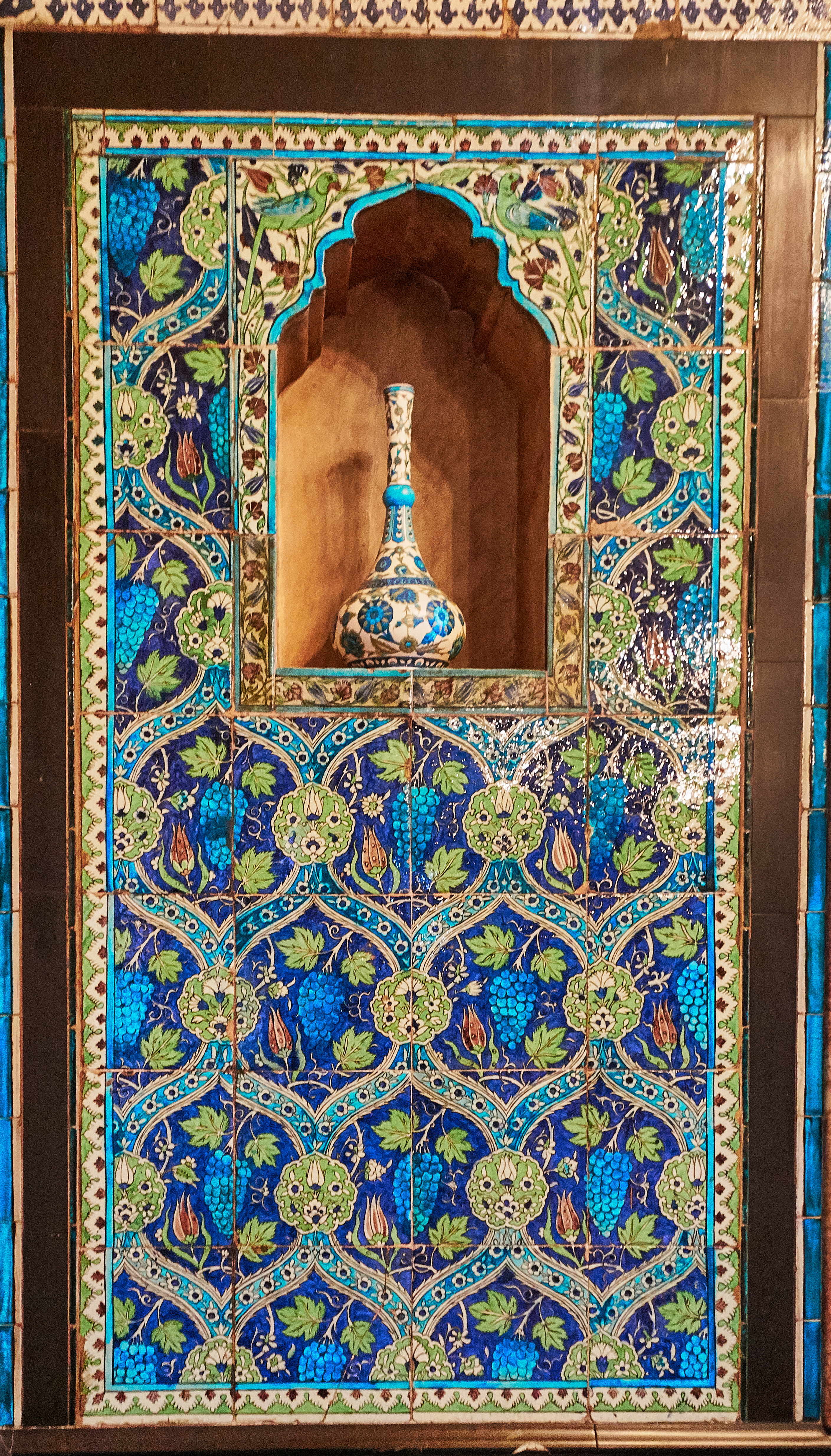
Изразцы Арабского зала
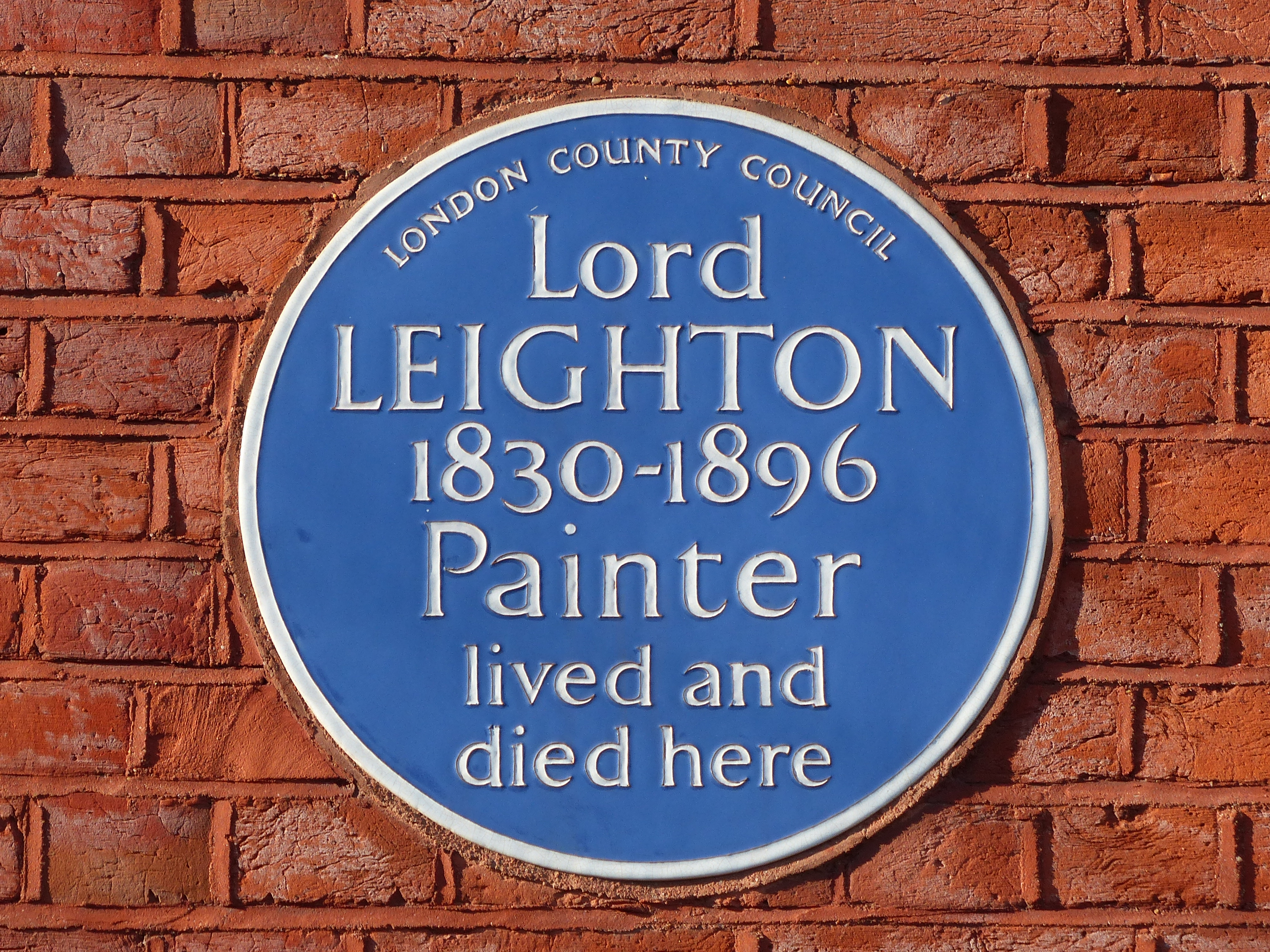
Мемориальная синяя табличка на стене Лейтон-хауса

### Музей и галерея Перрин
После смерти Лейтона, в 1896 году, содержимое дома (включая не менее тысячи рисунков самого художника и обширные собрания живописных работ, гравюр, эстампов и керамики) было выставлено на продажу на аукционе «Кристис» и приобретено Обществом изящных искусств. Восстановление коллекции, продолжающееся по сей день, началось благодаря «Комитету Лейтон-хауса», основанному в 1897 году, и усилиям писательницы Эмилии Баррингтон (Emilie Isabel Barrington, 1841—1933), проживавшей по соседству с Лейтоном и написавшей его биографию.
В 1927 году, по проекту Хэлси Рикардо и на средства миссис Иды Саутвелл Перрин (Ida Southwell Perrin, 1860—1953) — художницы и ботаника, мастера ботанической иллюстрации — к зданию была пристроена еще одна галерея, из коричневого кирпича. Это выставочное пространство миссис Перрин посвятила памяти своей дочери — Мюриэль Иды Перрин (Muriel Ida Perrin), художницы и скульптора, закончившей Королевский колледж искусств, во время Первой Мировой войны, работавшей в каталожном отделе британской авиастроительной компании Airco и умершей в 1919 году от испанки.
Дом-музей Лейтона и галерея Перрин открылись для посетителей в 1929 году.
В 1958 году Городской совет Лондона почтил память Лейтона синей табличкой на стене дома. В 2012 году музей удостоился премии Европейского Союза (European Union Prize for Cultural Heritage / Europa Nostra Awards) в категории «Сохранение культурного наследия».
В настоящее время Лейтон-хаус объединён под общим руководством с другим викторианским домом-студией — музеем Линли Самбурна.

## Коллекция
В постоянную экспозицию музея входят картины художников-прерафаэлитов, в том числе Джона Эверетта Милле, Эдварда Бёрн-Джонса и Джорджа Фредерика Уоттса, несколько работ итальянских мастеров XV—XVI веков, а также 81 живописное полотно самого Лейтона.

### Живописные работы Лейтона (неполный перечень)
- «Голова старой итальянки» ( Head of an Old Italian Woman , ок. 1850)
- «Смерть Брунеллески» (The Death of Brunelleschi, 1852)
- «Мальчик, спасающий младенца из когтей орла» ( A Boy Saving a Baby from the Clutches of an Eagle , ок. 1852)
- Портрет Чарльза Эдварда Перуджини (Charles Edward Perugini, 1855)
- Портрет доктора Септимуса Лейтона, отца художника (Dr Septimus Leighton, ок. 1855)
- «Ла Нанна (Павлин)» (La Nanna (Pavonia), 1859)
- «Итальянский вид» ( A View in Italy, ок. 1860)
- «Деревенская музыка» ( Rustic Music , 1861)
- «Орфей и Эвридика» ( Orpheus and Eurydice , ок. 1864)
- «Итальянец» ( An Italian Man , ок. 1864)
- «Благородная дама из Венеции» (A Noble Lady of Venice, ок. 1865)
- «Испанский вид» ( A View in Spain , ок. 1866)
- «Римская матрона» ( A Roman Mother , ок. 1867)
- «Голова араба» ( Head of an Arab , ок. 1868)
- «Вид на Нил» ( View on the Nile , ок. 1868)
- «Геракл борется со Смертью за тело Алкесты» (Hercules Wrestling with Death for the Body of Alcestes, 1869—1871)
- «Дамаск (лунный свет)» (Damascus (Moonlight) , 1871)
- «Улица Дамаска» ( A Street in Damascus , 1873)
- «Клитемнестра смотрит со стен Аргоса на сигнальные огни, возвещающие о возвращении Агамемнона» (Clytemnestra from the Battlements of Argos Watches for the Beacon Fires Which Are to Announce the Return of Agamemnon, ок. 1874)
- Портрет миссис Генри Эванс Гордон ( Mrs Henry Evans Gordon , 1877)
- Портрет профессора Джованни Косты (Professor Giovanni Costa, 1878)
- «Клития» (Clytie, 1878—1879)
- Портрет графини Браунлоу (The Countess of Brownlow, ок. 1878—1879)
- «Бьянка» (Bianca, 1881)
- «Елисей воскрешает сына Сонамитянки» ( Elisha Raising the Son of Shunamite , 1881)
- «Весталка» (The Vestal, ок. 1882—1883)
- «Дездемона» (Desdemona, 1889)
- Портрет Александры Сазерленд Орр[англ.] (урождённой Лейтон), сестры художника, в возрасте 53 лет (Alexandra Sutherland Orr, 1890)
- «Тогда отдало море мёртвых, бывших в нём…» (And the sea gave up the dead which were in it, ок. 1891—1892)
- «Коринна из Танагры» ( Corinna of Tanagra , ок. 1893)
- «Внутренний двор, Алжир» ( Courtyard, Algiers , ок. 1895)[15]

В 2016 году пуэрто-риканский Музей искусств Понсе предоставил Лейтон-хаусу для временной выставки самую знаменитую картину Лейтона — «Пламенеющий июнь» (Flaming June). Картина экспонировалась в той самой студии, в которой была написана в 1895 году.

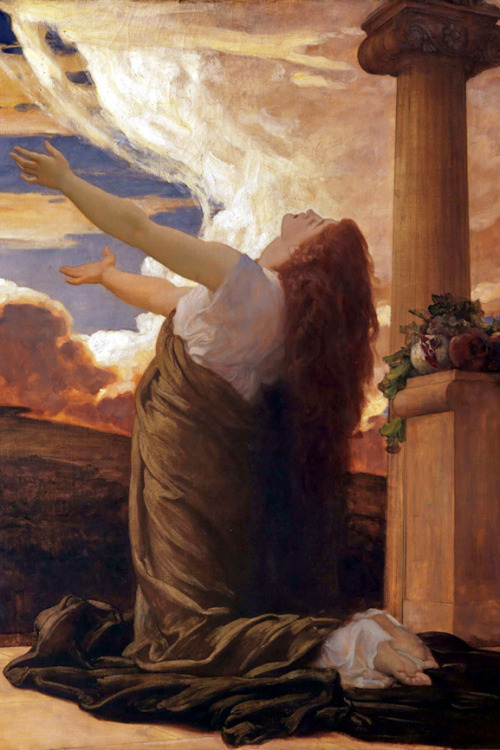
Фредерик Лейтон, «Клития»,  1895–1896
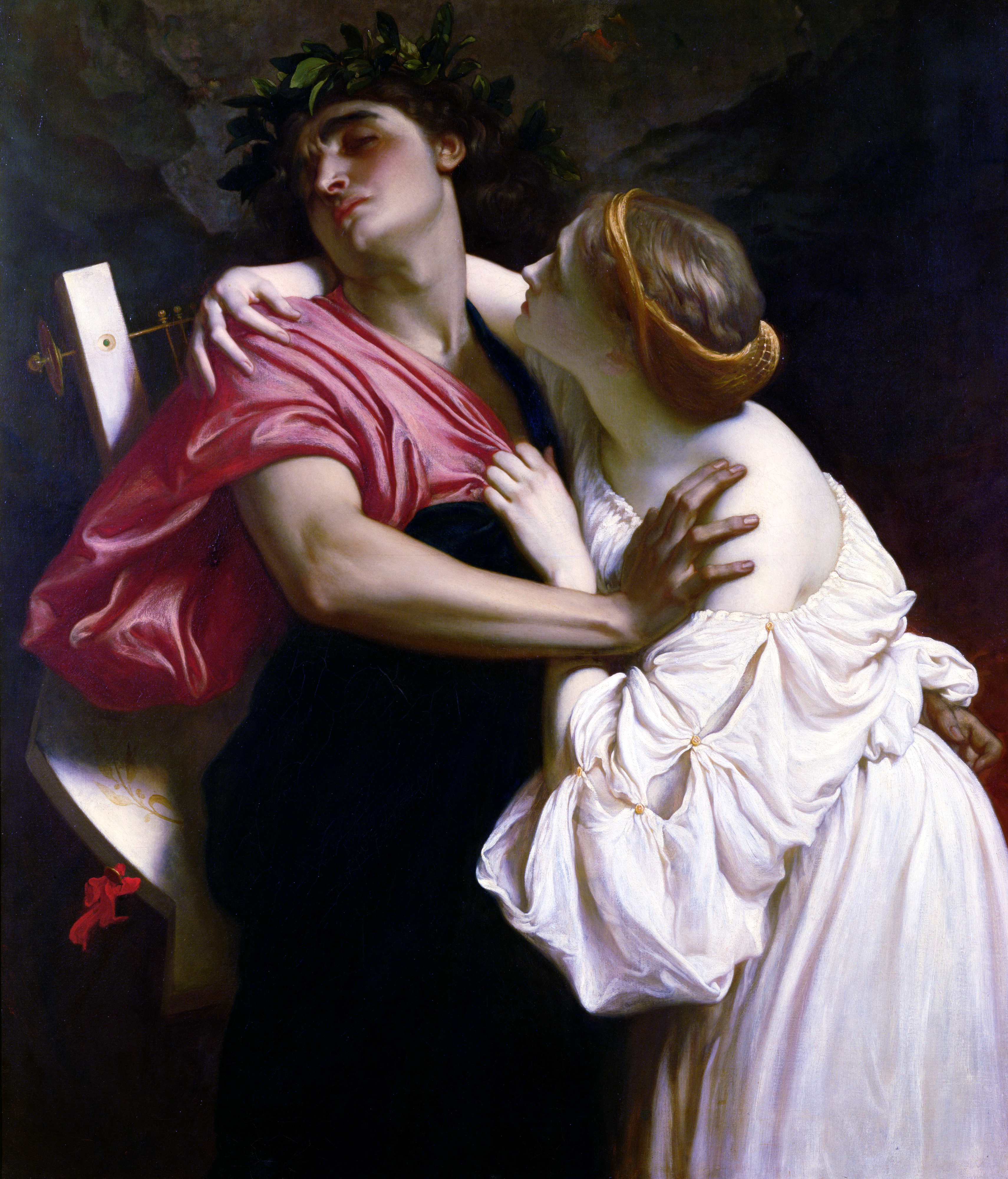
Фредерик Лейтон, «Орфей и Эвридика», 1864
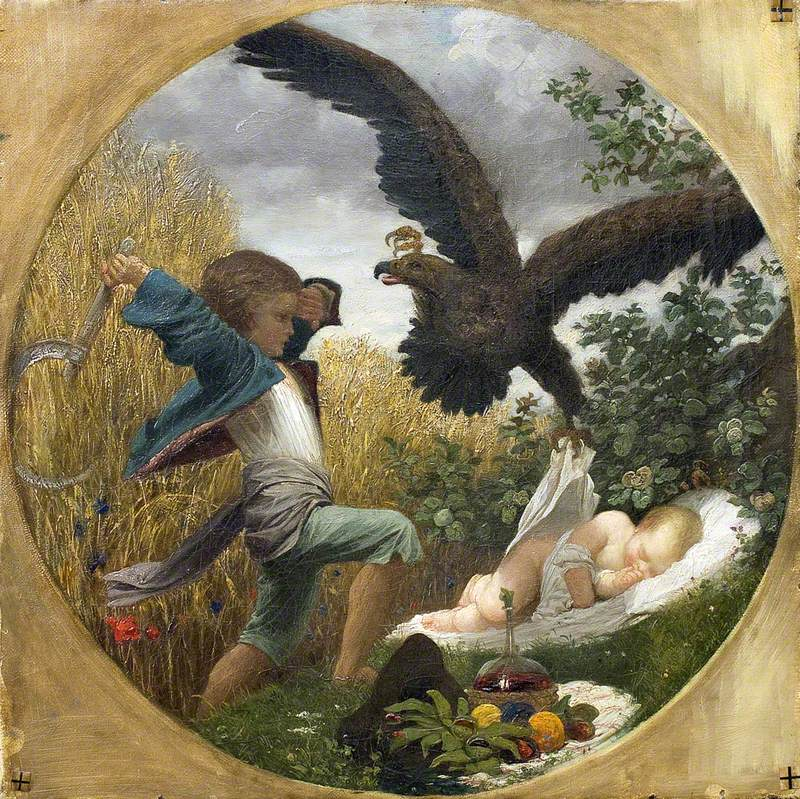
Фредерик Лейтон, «Мальчик, спасающий младенца из когтей орла», 1850–1852
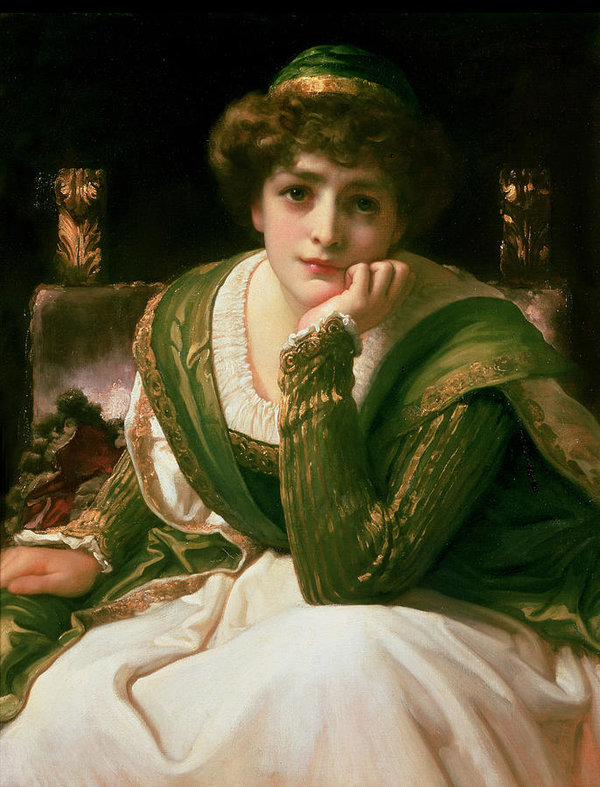
Фредерик Лейтон, «Дездемона», ок. 1888

### Другие работы Лейтона
- 5 альбомов и блокнотов с рисунками и акварелями
- 27 акварельных работ
- 54 эстампа с работ Лейтона
- 14 личных предметов мемориального характера (документы, сувениры, вышивки, эмали и карикатуры)
- три статуэтки: «Напрасные тревоги» (Needless Alarms, 1886, бронзовая отливка 1896 года) и уменьшенные бронзовые отливки статуй «Атлет, удушающий питона» (Athlete Strangling a Python, 1874, отливка ок. 1903—1911) и «Лентяй» ( The Sluggard , 1900, отливка с макета 1890 года)[15]

### Работы других художников
- Эдвард Бёрн-Джонс, «Гирлянда: девушка, ухаживающая за цветами» (The Garland: A Girl tending Flowers, 1866, холст, масло). Картина по мотивам эскизов для витража, созданного Бёрн-Джонсом для Зелёной столовой музея Виктории и Альберта[17]
- Фрэнк Бернард Дикси, «Конец странствия» (The End of the Quest, 1921, холст, масло)
- Альфред Гилберт[англ.], оригинальный макет статуи Антероса, установленной на площади Пикадилли в Лондоне
- Мари Казен[англ.], «Вечерние тени» (Shades of Evening, ок. 1870, холст, масло)
- Дж. Э. Милле, портрет Роберта Рэнкина ( Portrait of Robert Rankin, 1889, холст, масло). Этот портрет, не входивший в первоначальную коллекцию; был подарен музею в 1955 году супругой Роберта Рэнкина[18].
- Антонио Росселино, «Мадонна с канделябрами» (итал. La Madonna dei candelabri, конец XV века, терракота, раскрашенный рельеф). Эта работа, проданная после смерти Лейтона, была снова приобретена музеем в 2006 году[15]
- Андреа Скьявоне, «Нимфы в пейзаже» (Nymphs in a Landscape, дерево, масло, ок. 1540—1550). Эта картина, купленная Лейтоном до 1885 года, была продана после его смерти и снова приобретена музеем в 2014 году[15]
- Фредерик Сэндис, «Береника, царица египетская» (Bernice, Queen of Egypt , 1867, холст, масло)
- Тинторетто, «Портрет старика» (Portrait of an Elderly Gentleman, 1590, холст, масло). Лейтон приобрёл этот портрет с помощью Чарльза Фэрфакса Мюррея[англ.], британского художника, коллекционера и торговца предметами искусства. В настоящее время он выставлен в Шёлковой галерее над камином — там же, где находился и при жизни художника. В общей сложности Лейтон собрал семь работ, авторство которых с той или иной степенью уверенности приписывается Тинторетто[15]
- Дж. Ф. Уоттс, портрет Фредерика Лейтона (1871, холст, масло)
- Дж. Ф. Уоттс, «Брюнхильда» (Brynhild, 1880, холст, масло)
- Люк Филдс, эскиз к картине «Вдовец» (The Widower, 1875—1876, холст, масло)
- Байем Шоу, «Безмолвный полдень» (Silent Noon, 1894, холст, масло)[15]

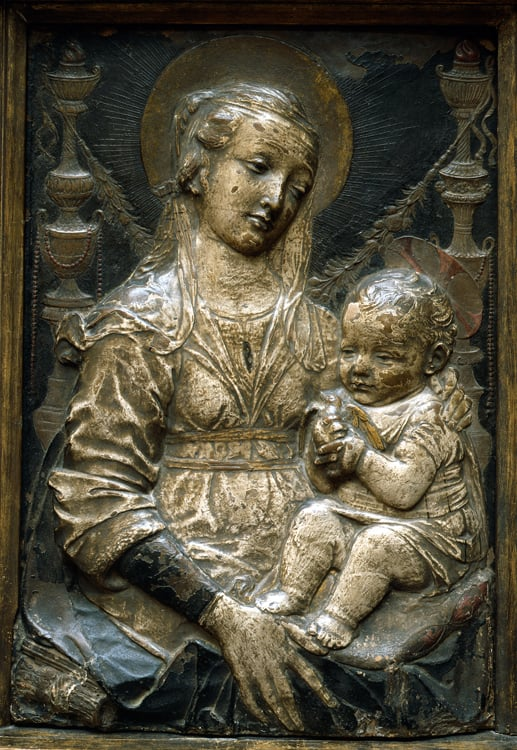
Антонио Росселино, Мадонна с канделябрами, конец XV века
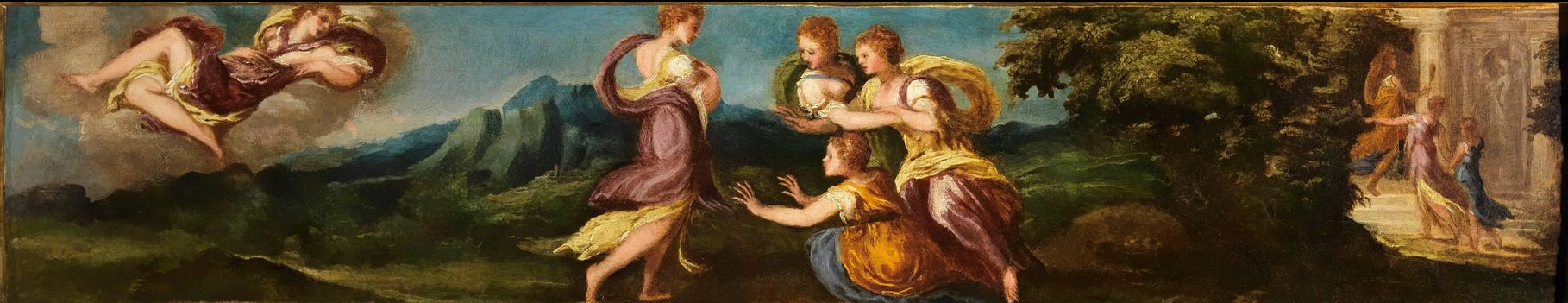
Андреа Скьявоне, Нимфы в пейзаже, ок. 1540—1550
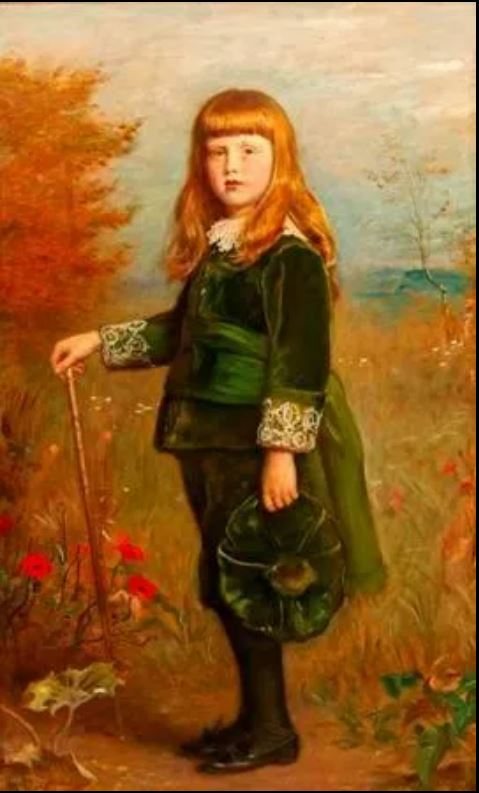
Дж. Э. Милле, Портрет Роберта Рэнкина, 1889
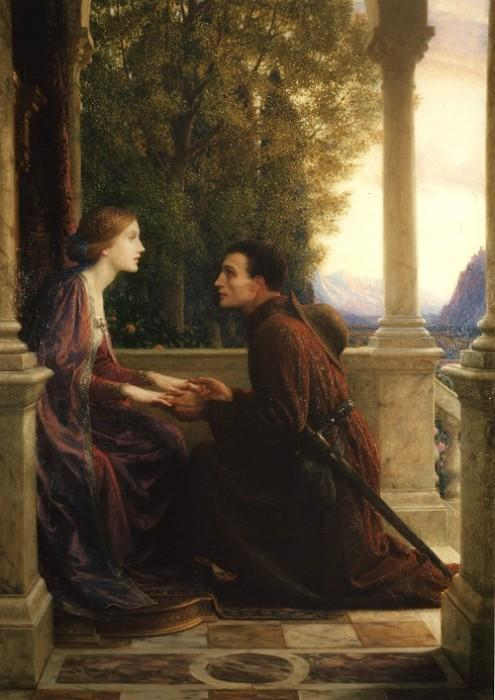
Фрэнк Бернард Дикси, Конец странствия, 1921

## В популярной культуре
Интерьеры Лейтон-хауса использовались для съёмок кино- и телефильмов, таких как «Николас Никльби» (2002), «Бразилия» (1985), «Крылья голубки» (1997), «Цветы любви» (1997), эпизоды телесериалов «Призраки» и «Пуаро Агаты Кристи» (2-й эпизод 10-го сезона, 2006 год), а также видеоклипов на песни групп The Stranglers (композиция Golden Brown) и Spandau Ballet (композиция Gold). В помещениях дома проводились фотосъёмки для журналов Elle и Cosmopolitan и для британских сетевых супермаркетов House of Fraser и John Lewis.

### Статьи
- Sheppard, F. H. W. (ed.). The Holland estate: Since 1874 // Northern Kensington (Survey of London). — London: Athlone Press on behalf of the Greater London Council, 1973. — Т. XXXVII. — С. 126—150.